# Megaherz Film und Fernsehen
Die megaherz GmbH ist eine Produktionsgesellschaft für Kino- und Fernsehfilme, -serien und Unternehmensfilme. Der Firmensitz ist Unterföhring im Landkreis München.

## Geschichte
1983 gründete der Filmemacher und Produzent Franz Xaver Gernstl die Produktionsgesellschaft Megaherz GmbH zusammen mit Kameramann Hans Peter Fischer. Erste gemeinsame Produktion war die inzwischen mit dem Grimme-Preis ausgezeichnete Reportagereihe Gernstl unterwegs. Später folgten unter anderem die Kinderwissenssendungen Willi wills wissen, Checker Can, Checker Tobi und Checker Julian. Von 1997 bis 2004 wurde eine lose Reihe von semi-dokumentarischen Fernsehfilmen für den Bayerischen und den Westdeutschen Rundfunk produziert: Unter dem Titel Denk ich an Deutschland … erschienen insgesamt zwölf Dokumentationen, darunter Herr Wichmann von der CDU von Andreas Dresen und Wir haben vergessen zurückzukehren von Fatih Akin.

## Spektrum
Megaherz arbeitet unter anderem für Das Erste, das ZDF, das Bayerische Fernsehen, den WDR, den SWR, den NDR, den RBB, den HR, ARTE, den KiKA, 3sat, ARD-alpha, den ORF, das Schweizer Fernsehen, RTL, Super RTL, und den österreichischen Privatsender ServusTV.
Neben Reportagen, Serien und Dokumentarfilmen für Fernsehen und Kino produziert die megaherz auch Unternehmensfilme.
Im Jahr 2001 produzierte die Firma Wir haben vergessen zurückzukehren, den ersten Dokumentarfilm des später für den Oscar nominierten Fatih Akın.
2005 co-produzierte die megaherz als Co-Produzent mit Wholetrain den ersten deutschsprachigen Kinofilm, der das Thema Graffiti mit dokumentarischem Hintergrund darstellt.
Für die Reihe Lebenslinien des BR porträtierte megaherz Cleo Kretschmer und Alfons Schuhbeck. Für die Sendereihe Köpfe in Bayern des Bayerischen Fernsehens schilderte megaherz Lebensbilder von Kabarettist Dieter Hildebrandt, Eckart Witzigmann, Lothar-Günther Buchheim, Medienmanager Hans R. Beierlein, Schauspieler und Kabarettist Ottfried Fischer und dem Schauspielerbrüderpaar Fritz Wepper und Elmar Wepper.
Seit 2009 produziert die megaherz (in Co-Produktion mit moviepool) die Fernsehsendung Landfrauenküche im Auftrag des BR Fernsehen.
2009 fiel der Startschuss für die westdeutsche Ausgabe der kochenden Landfrauen: Die Fernsehserie „Land & Lecker“, von moviepool und megaherz für den WDR produziert, feierte ihre TV-Premiere am 2. September 2009.
2011 folgte mit „Lecker aufs Land“ die Adaption des Landfrauen-Formats für den SWR.
Eine weitere Produktion der megaherz für den SWR ist die Sendereihe „Mein Garten, Dein Garten“, die seit 2016 produziert wird.
In Zusammenarbeit mit der Zero One entstand 2016/2017 die 24-stündige Fernsehdokumentation 24h Bayern – Ein Tag Heimat über Bayern und seine Bewohner. Im Auftrag des BR Fernsehen produziert, berichtet die Dokumentation in Echtzeit vom Alltag von 80 Protagonisten aus den verschiedensten Berufen, sozialen Klassen, Religionen und Ethnien, die repräsentativ sind für die Bevölkerung im Freistaat.
Auch für Super RTL ist die megaherz tätig: Die seriellen Formate „Tierisch unterwegs“ (2014, 20 Folgen) und „Einfach Tierisch“ (2016 und 2017, 40 Folgen) liefern Wissenswertes aus der Tierwelt für Kinder – und Erwachsene.

## Produktionen (Auszug)
- 1984–1999: Live aus dem Alabama[6]
- 1983–2024: Gernstl unterwegs
- 1999: Das Wispern im Berg der Dinge (Regie: Dominik Graf)
- 1999: Erleuchtung garantiert (Regie: Doris Dörrie)
- 2001: Wir haben vergessen zurückzukehren (Regie: Fatih Akın)
- 2001: Die Durchmacher (Regie: Leander Haußmann)
- 2001: Die Leopoldstraße kills me (Regie: Klaus Lemke)
- 2002: Nackt (Regie: Doris Dörrie)
- 2002: Last Minute Jamaika (Regie: Klaus Lemke)
- 2002–2010: Willi wills wissen
- 2003: Herr Wichmann von der CDU (Regie: Andreas Dresen)
- 2005: Der Fischer und seine Frau (Regie: Doris Dörrie)
- 2005: Wholetrain (Regie: Florian Gaag)[7]
- 2006: Ausgerechnet ich! Die drei Leben der Natalie L. (Regie: Sabine Brand)
- 2007: How to Cook Your Life (Regie: Doris Dörrie)
- 2007: Das Leuchten der Sterne (Regie: Adolf Winkelmann)
- 2009–2012: Fast Vergessen für ServusTV
- seit 2009: Landfrauenküche für BR
- seit 2010: Land & lecker für WDR
- seit 2011: Lecker aufs Land für SWR
- 2010: 30 Jahre Gerhard Polt und die Biermösl Blosn
- 2010–2013: Weinwunder Deutschland für den BR
- seit 2011: Checker Can
- 2013: Guerilla Köche, Kinofilm (Regie: Jonas Gernstl)
- 2013: House of Love für ZDF
- seit 2013: Checker Tobi
- 2013: Das kulinarische Erbe der Alpen für BR und Schweizer Fernsehen[8]
- 2014: Daheim – Das Beste, 50 Jahre Bayerisches Fernsehen
- seit 2014: Der Gesundheits-Check
- 2014: Es werde Stadt (Regie: Dominik Graf)
- 2015: So isst Israel für SWR/ARTE und BR
- 2016: Rummelplatz Alpen für ZDF (Regie: Louis Saul)
- 2016: Leben – Gebrauchsanleitung (Regie: Jörg Adolph und Ralf Bücheler)
- seit 2016: Vereinsmeier Gagstätter für SWR
- 2016/2017: 24h Bayern für BR (Co-Produktion mit Zero One Film)
- seit 2016: Mein Garten Dein Garten für SWR
- 2017: 665 Freunde, Kinofilm (Regie: Jonas Gernstl)
- seit 2017: Lecker an Bord für WDR
- seit 2018: Checker Julian
- 2018: Checker Tobi und das Geheimnis unseres Planeten, Kinofilm (Regie: Martin Tischner)
- 2020: Checker Tobi und die Reise zu den fliegenden Flüssen (Regie: Johannes Honsell)
- 2021: Farm Rebellion
- 2022: Aus dem Leben eines Kobolds – Die Dokumentation (Regie: Antonia Simm)
- 2023: Gernstls Reisen – Auf der Suche nach Irgendwas
- 2024: Where we used to sleep (Regie: Matthäus Wörle)

## Auszeichnungen
- 1992: Grimme-Preis für 51 Grad Nord – Deutschland querdurch
- 1998: Bayerischer Fernsehpreis für Denk ich an Deutschland – Das Wispern im Berg der Dinge[9]
- 1999: Grimme-Preis für Denk ich an Deutschland – Das Wispern im Berg der Dinge[9]
- 2000: Bayerischer Fernsehpreis für Erleuchtung garantiert
- 2000: Grimme-Preis für Gernstl unterwegs
- 2001: Bayerischer Fernsehpreis für Gernstl unterwegs
- 2003: Deutscher Filmpreis in Silber für Nackt
- 2003: Bayerischer Fernsehpreis für Willi wills wissen
- 2004: Deutscher Fernsehpreis – Nominierung für Engelchen flieg!, „Beste Regie“: Adolf Winkelmann
- 2008: Grimme-Preis Sonderpreis des Landes NRW für Willis VIPs – Das Tagebuch der Anne Frank
- 2007: Bayerischer Kulturpreis für Gernstl unterwegs – Sonderpreis des Bayerischen Staatsministeriums für Wissenschaft, Forschung und Kunst in Partnerschaft mit der E.ON Bayern AG
- 2010: Sonderpreis des Landes Nordrhein-Westfalen für Kinder- und Jugendprogramme im Rahmen der Grimme-Preisverleihung für die Folge Wie macht der Künstler Kunst? bei Willi wills wissen
- 2010: Grimme-Preis für Wie macht der Künstler Kunst? – Willi Wills Wissen
- 2012: Kinder-Medien-Preis für Checker Can – Weißer Elefant
- 2014: Deutsche Akademie für Fernsehen: „Bester Dokumentarfilm“: Es werde Stadt!
- 2016: Bayerischer Fernsehpreis für Checker Tobi EXTRA – Warum so viele Menschen fliehen
- 2017: Robert Geisendörfer Preis für den „Leben- und Sterben-Check“ von „Checker Tobi“
- 2017: Nominierung für den Grimme-Preis für den „Leben- und Sterben-Check“ von „Checker Tobi“
- seit 2018: mehrfache Auszeichnungen mit dem Comenius Award für herausragende Bildungsmedien, u. a. Comenius Medaille für „Entscheidungen in der Demokratie verstehen – Der Kampf um die A49“, Comenius-EduMedia-Medaille und 1. Platz in der Kategorie „Didaktisches digitales Medienprodukt“ für „Rassismus – Ein Diskurs“, Comenius-EduMedia-Siegel für „Kommunikation – Zuhören und Verstehen“ mit Willi Weitzel, Comenius-EduMedia-Siegel für „Die Kleinen Checker – Mathematik Grundrechenarten Teil 1“
- 2019: Kinderfilmpreis RAKETE des Kinofests Lünen für den besten Kinderfilm „Checker Tobi und das Geheimnis unseres Planeten“[10]
- 2019: Gold Award des Queen Palm International Film Festival (USA) in drei Kategorien (bester Film, beste Kamera und Produzentenpreis) für „Checker Tobi und das Geheimnis unseres Planeten“[11]
- 2019: Beste Kamera für „Checker Tobi und das Geheimnis unseres Planeten“ beim Indian Cine Film Festival[12]
- 2019: Kinofilm „Checker Tobi und das Geheimnis unseres Planeten“ gewinnt beim International Science Film Festival des Goethe Instituts[13]
- 2019: San José International Film Award für „Checker Tobi und das Geheimnis unseres Planeten“ in der Kategorie „Bester Kino-Dokumentarfilm“[14]
- 2020: Bronzener Elefant für den besten Film beim Short Film Breaks Film Festival für „Checker Tobi und das Geheimnis unseres Planeten“[15]
- 2023: „Goldener Spatz“ für „CheX! Ukraine Spezial“ mit „Checker Tobi“ in der Kategorie „Wettbewerb Digital 2023“[16]
- 2023: ADC Talent Award in GOLD für „I AM not your baby“ (Netflix) und in SILBER für die Serie[17]
- 2023: LIA Award in Gold für „I AM a Buffalo“ (Netflix) und Silber für „I AM not your baby“ (Netflix) in der Kategorie “Entertainment: Scripted Short Film”[18]
- 2023: 3× GOLD für die Portraitserie »I AM« für Netflix beim spotlight-Festival für Bewegtbildkommunikation[19]
- 2023: Gilde-Filmpreis in der Kategorie „Bester Kinderfilm“ für „Checker Tobi und die Reise zu den fliegenden Flüssen“[20]
- 2023: Bayerischer Filmpreis für „Checker Tobi und die Reise zu den fliegenden Flüssen“ in der Kategorie “Family Entertainment”[21]
- 2024: lobende Erwähnung beim Preis der deutschen Filmkritik 2023 für „Checker Tobi und die Reise zu den fliegenden Flüssen“[22]